# Люга (Татарстан)
Люга (тат. Өлге) — село в Кукморском районе Республики Татарстан, в составе Манзарасского сельского поселения. 

## География
Село находится на реке Ошторма, в 6 км южнее районного центра — города Кукмор, высота центра селения над уровнем моря — 94 м

## История
Основано в период Казанского ханства.
В XVIII – первой половине XIX века жители относились к сословию государственных крестьян. Их основные занятия в этот период – земледелие и скотоводство, был распространён мукомольный промысел.
В «Списке населенных мест по сведениям 1859 года», изданном в 1866 году, населённый пункт упомянут как казённая деревня Люга 1-го стана Мамадышского уезда Казанской губернии. Располагалась при речке Ошторме, на Кукморской торговой дороге, в 60 верстах от уездного города Мамадыша и в 5 верстах от становой квартиры во владельческом селе Кукмор (Таишевский Завод). В деревне, в 156 дворах жили 1111 человек (563 мужчины и 548 женщин), была мечеть.
Мимо села пролегал «екатерининский» тракт Москва – Екатеринбург, сохранились небольшие участки каменной дороги.
В начале XX века в селе располагалось волостное правление, действовали мечеть, 2 мектеба (открыты в XIX в.), 2 мельницы, кузница, 3 мелочные лавки. Земельный надел сельской общины составлял 2151,6 десятины.
До 1920 года село являлось центром Асан-Илгинской волости Мамадышского уезда Казанской губернии. С 1920 года в составе Мамадышского кантона ТАССР. С 10 августа 1930 – в Кукморском, с 1 февраля 1963 – в Сабинском, с 12 января 1965 — в Кукморском районах.
В 1930 году в селе организован колхоз «Коминтерн» (с 1994 г. – коллективное сельскохозяйственное предприятие «Правда», с 2001 г. – сельскохозяйственный производственный кооператив «Правда», с 2006 г. общество с ограниченной ответственностью «Правда»), с 2016 года в составе общества с ограниченной ответственностью «Урал».
В 1921–2010 годах действовала начальная школа.

## Население
| 1782 | 1859 | 1897 | 1908 | 1920 | 1926 | 1938 | 1949 | 1958 | 1970 | 1979 | 1989 | 2002 | 2010 | 2017 |
| ---- | ---- | ---- | ---- | ---- | ---- | ---- | ---- | ---- | ---- | ---- | ---- | ---- | ---- | ---- |
| 134  | 1111 | 1139 | 1208 | 1039 | 1012 | 893  | 627  | 584  | 513  | 462  | 347  | 402  | 403  | 412  |

Национальный состав села — татары.

## Экономика
Жители занимаются полеводством, молочным скотоводством, работают в обществе с ограниченной ответственностью «Урал» (с 2016 г.), крестьянских (фермерских) хозяйствах.

## Инфраструктура
В селе действуют детский сад (с 1986 г.), клуб (с 1992 г.), библиотека (с 1992 г.), фельдшерско-акушерский пункт (с 1981 г.).

## Религия
Мечеть (с 1997 г.).